# Правила секса (роман)
«Правила секса» (англ. Rules of Attraction — «Правила привлекательности» (дословно), также «Законы привлекательности») — сатирический роман Брета Истона Эллиса, опубликованный в 1987 году. Сюжет романа сфокусирован на нескольких молодых, испорченных и сексуально неразборчивых представителях богемы в небольшом гуманитарном колледже в Новой Англии 1980-х годов. Повествование ведется от первого лица, где в каждой новой главе рассказчиком выступает один из героев произведения. Таким образом читатель имеет возможность узнать о точке зрения различных персонажей на одну и ту же проблему.
В 2002 году по книге был снят фильм режиссёра Роджера Эвери.

## Сюжет
Повествование ведётся от первого лица, с точки зрения самых разных персонажей. Основные рассказчики — 3 студента: Пол, Шон и Лорен. Ряд других персонажей также обеспечивают повествование от первого лица на протяжении всей повести, которая проходит в вымышленном Камден-Колледже, школе свободных искусств на восточном побережье Соединённых Штатов. Три главных персонажа (которые, нужно заметить, редко посещают занятия) оказываются связаны любовным треугольником и бесконечной чередой самых разнообразных наркотиков и вечеринок.
Роман начинается с середины предложения, из-за этого достигается эффект отсутствия как логического начала, так и конца в романе; это бесконечный цикл невоздержанности и распущенности, в котором существуют действующие лица. Этот приём часто воспринимается читателями как опечатка, но в действительности так и было задумано самим автором. Заканчивается роман тем же образом: последнее предложение обрывается на середине, оставляя читателя с ощущением недосказанности и возможностью самому размышлять о возможном дальнейшем развитии событий.
Можно выделить несколько основных затронутых в романе тем:
- эскапизм, стремление жить не в реальной действительности, а в иллюзорном мире видеоклипов, музыкальных треков вечеринок и наркотического угара.
- постоянное чувство опустошенности, подавленности и инертности, неизменно преследующее каждого, кто хоть на минуту выбивается из царящей повсюду атмосферы нескончаемого праздника
- смерть романтики, подмена её отношениями, построенными исключительно на сексуальном влечении

## Действующие лица
Шон Бэйтман
21-летний студент из богатой семьи. Он крайне неразборчив в связях, злоупотребляет алкоголем, наркотиками и лекарственными препаратами, в частности либриумом, ксанаксом и риталином.
Кроме того он работает на наркоторговца Руперта.
По мере повествования Шон становится вовлечен в романтические отношения с Лорен, которые он принимает за настоящую любовь. Предполагается, что Шон бисексуален, поскольку находится в сексуальной связи с Полом. Однако вопрос о том, являются ли эти отношения реальными или всего лишь фантазия Пола, неоднозначный. Пол описывает сексуальные сцены между ним и Шоном, когда как от лица Шона не ведется никаких повествований, дающих возможность говорить о его связи с Полом.
Шон очень ожесточен и циничен, склонен к ненависти к самому себе; в его поведении наблюдаются и суицидальные тенденции, о чём свидетельствует сцена, в которой он хочет покончить жизнь самоубийством после ссоры с Лорен, сначала пытаясь повеситься, затем приняв большую дозу препарата актифед, затем он пробует перерезать вены с помощью тупой бритвы, но в итоге терпит неудачу. Внутренняя напряженность Шона также связана с тем, что он должен деньги Руперту, агрессивному драг-дилеру, который грозится убить его.
Шон — брат Патрика Бейтмана, известного по роману «Американский психопат», где он является главным действующим лицом; также упоминается в других романах Эллиса «Информаторы» и «Гламорама».
Лорен Хайнд.
Лорен художница и поэтесса, которая учится на последнем курсе, постоянно меняет профили обучения, спит с несколькими молодыми людьми из кампуса, все время тоскует по Виктору, которого она считает своим бойфрендом и который путешествует по Европе. Она часто подавлена и очень эмоциональна. В начале романа читатель узнает о том, что Лорен потеряла девственность с одним из первокурсников на вечеринке, во время которой она теряет сознание из-за сильного опьянения, и пока она находилась без сознания, её изнасиловали двое мужчин, гости вечеринки. Её романтические отношения с Шоном начинаются с середины повествования в романе, хотя сама Лорен презирает Шона и считает их отношения временным развлечением до возвращения из Европы Виктора. В романе несколько раз упоминается, что до описываемых событий она также имела сексуальную связь с Полом. Когда Лорен выясняет, что беременна, она думает, что Пол, возможно, отец ребёнка.
Лорен также является одним из действующих лиц в романе «Гламорама», где она становится успешной актрисой, вовлеченной в таинственный международный политический заговор, и встречается с Виктором.
Пол Дентон.
Пол — студент Кэмдена, встречался с Лорен. Пол сильно увлечен Шоном и рассказывает, что «в постели Шон теряет голову, что почти пугает его»; но их связь, так подробно описываемая Полом, отсутствуют в повествовании, идущем от лица Шона, что даёт возможность предполагать, что их сексуальные отношения являются лишь плодом фантазии Пола. Одни и те же события зачастую описываются этими персонажами по-разному. Так, Пол описывает свою первую ночь с Шоном, тогда как Шон рассказывает о том, что он просто отправился домой после разговора с Полом в его комнате. Таким образом эти два рассказа противопоставлены друг другу и истинные подробности этих взаимоотношений остаются неясными до конца романа и открыты для интерпретации читателя.
Раньше Пол встречался ещё с двумя персонажами, упомянутыми в ходе повествования, — Митчеллом и Ричардом (Диком). Впервые за долгое время Пол снова видится с Ричардом, когда мать Пола, Ив, просит его приехать на выходные в город, чтобы сообщить ему о разводе с отцом Пола. Впоследствии Пол проводит с Ричардом ночь.
У Пола сложные отношения с матерью, которая безуспешно стремится понять своего сына.

«Мне очень нравился мой сын. Мы были в баре вместе, он был вежлив, и мне хотелось взять его за руку, но я лишь вздохнула и выдохнула. Там, где мы сидели, было очень темно. Я прикоснулась к волосам, а затем снова посмотрела на Пола. И на очень краткое мгновение мне показалось, что я никогда и не знала этого ребенка. Он сидел со спокойным, ничего не выражающим лицом. Мой сын — сплошная тайнопись. Как же так вышло? – подумала я»
— Ив
И хотя Пол описывается как бисексуал, он, очевидно, имеет большее пристрастие к мужчинам, нежели к женщинам.
Этот персонаж появляется также в романе «Американский психопат» как друг Пола Оуэна, где встречается с Патриком Бейтманом.

## Второстепенные персонажи
- Виктор Джонсон — бойфренд Лорен. Находится в Европе и возвращается в США лишь в конце романа. Виктор злоупотребляет наркотиками, занимается случайным сексом. Лорен очень сильно ожидает возвращения Виктора, но он, однако, вернувшись в Нью-Гемпшир, не хочет видеть её, и вполне вероятно, вообще не помнит, кто она такая.

Виктор является главным героем, от лица которого ведется повествование в романе Эллиса «Гламорама».
- Клей — герой «Ниже нуля», известен как «парень из Лос-Анджелеса», который ведет рассказ в одной из глав романа. По иронии судьбы, чувствуя себя несчастным в Кемдене, Клей жаждет вернуться домой в Лос-Анджелес, тогда как в «Ниже нуля» он мечтал уехать оттуда.
- Ричард «Дик» Джаред — старый друг Пола, учится в колледже Сара Лоуренс. Пол проводит с ним ночь во время своей поездки в Бостон.
- Патрик Бэйтман — старший брата Шона, инвестиционный банкир с Уолл-стрит, яппи, гораздо более амбициозен и успешен, чем Шон. Братья ненавидят друг друга из-за своих слишком разных взглядов на жизнь. Патрику уделяется небольшая часть повествования, но он выступает главным героем в романе «Американский психопат», где оказывается, что он серийный убийца и насильник, пытающий и убивающий девушек из эскорт-услуг.
- Безымянная поклонница Шона — девушка, чьё имя неизвестно (хотя её имя, вероятней всего, Мария), которая посылает Шону анонимные любовные письма. Повествование от её лица в романе ведётся курсивом, без заголовков. Она планирует признаться во всём Шону на вечеринке, но, когда видит, что Шон уходит с Лорен, решает покончить с собой, перерезав вены.
- Бертран — сосед Шона, которого он презирает. Шон постоянно называет его «лягушатником». Бертран влюблен в Лорен. От его лица полностью на французском языке ведется повествование в одной из глав романа. Он также появляется в «Гламораме», одержимый местью отомстить Виктору за страдания, которые тот причинил Лорен.
- Стюарт — студент, который селится в комнату напротив Пола Дентона. Стюарт влюбился в Пола, когда они были однокурсниками в классе драматического искусства, но после одного неприятного для Стюарта происшествия, он больше там не появляется. У него есть друг по имени Денис.
- Митчелл Аллен — бывший бойфренд Пола. Также появляется в романе Эллиса «Лунный Парк»
- Роксанн — подруга Лорен, которая, как и Шон, получает наркотики от Руперта.
- Мими Джаред — мать Ричарда. После сцены, устроенной её сыном во время ужина вместе с Полом и его матерью, Мими очень много выпила и, по словам Ив, когда они «вышли из ресторана и поднимались в лифте наверх, она рухнула на лифтёра и буквально вырубилась».[2]

## Фильм
В 2002 году роман «Правила секса» был экранизирован режиссёром Роджером Эвери.
- Джеймс Ван Дер Бик — Шон Бэйтман
- Шаннин Соссамон — Лорен Хайнд
- Иэн Сомерхолдер — Пол Дентон
- Кип Парду — Виктор Джонсон